# Дайнеко Валерій Миколайович
Вале́рій Микола́йович Дайне́ко (1976—2023) — кандидат технічних наук, український військовий, на честь якого названа вулиця Харкова.

## Біографія
Народився 1976 року в Харкові в родині військовика. Військовий у відставці.
З лютого 2022 р. брав участь у Російсько-українській війні. 2 жовтня 2023 р. підполковник Валерій Дайнеко у складі групи військовослужбовців 92-ї окремої штурмової бригади ЗСУ проводив штурмові дії поблизу Андріївки Донецької області, особисто знищив гранатами кулеметну обслугу ворога. Був поранений у бою, але організував евакуацію інших поранених військовослужбовців групи, сам залишився біля полеглого побратима, чекаючи на друге коло евакуації, у цей час вдруге смертельно поранений.
Без Валерія лишилися дружина й доньки.

## Пам'ять
У 2024 р. вулиця Клинська у Шевченківському районі Харкова перейменована на вулицю Валерія Дайнеки.